# バンダ・ブラック・リオ
バンダ・ブラック・リオ（Banda Black Rio）は、1976年に結成された、ブラジルリオ・デ・ジャネイロ出身のバンド。
ファンクを基調とし、ジャズ、サンバ等ブラジルのリズムを取り入れた音楽が特徴である。このスタイルはリズム・アンド・ブルースに倣い、ソウル・アンド・サンバやサンバ・ファンク等と呼ばれていたりする。スタイルが似ているため、クール&ザ・ギャングやアース・ウィンド・アンド・ファイアー等と比較されやすい。

## ディスコグラフィ

### アルバム
- 『マリア・フマーサ』 - Maria Fumaça (1977年)
- O Dia em que a Terra Parou (1977年) ※by ラウル・セイシャス
- Tim Maia Disco Club (1978年) ※by チン・マイア
- 『ガフィエイラ・ユニバーサル』 - Gafieira Universal (1978年)
- Saci Pererê (1980年)
- Global Brazilians (1995年)
- 12 Inch Jazz Funk Classics (1998年)
- Rebirth/Movimento (2000年)
- Bicho Baile Show (2002年) ※1978年録音 by カエターノ・ヴェローゾ
- 『スパ・ノヴァ・サンバ・ファンク』 - Supernova Samba Funk (2011年)
- 『オ・ソン・ダス・アメーリカス』 - O Som Das Américas (2019年)